# 大橋さやか
大橋 さやか（おおはし さやか）は、日本の翻訳家、弁護士。

## 来歴
東京学芸大学附属高等学校卒業後、1997年 東京大学文科一類に入学。2002年 東京大学法学部卒業。2004年10月2日 弁護士登録（第二東京弁護士会）。同年10月 アンダーソン・毛利・友常法律事務所入所。2018年9月 琴平綜合法律事務所勤務。2020年1月 アジャイルプラス法律事務所を設立。

## 略歴
- 1996年3月 - 東京学芸大学附属高等学校卒業。
- 1997年3月 - 東京大学文科一類に入学。
- 2002年3月 - 東京大学法学部卒業。
- 2002年11月 - 司法試験第二次試験を合格[2]
- 2004年10月2日 - 弁護士登録（第二東京弁護士会）。
- 2004年10月 - アンダーソン・毛利・友常法律事務所入所。
- 2014年1月1日 - アンダーソン・毛利・友常法律事務所スペシャル・カウンセル。
- 2018年9月 - 琴平綜合法律事務所勤務。
- 2020年1月 - アジャイルプラス法律事務所を設立。

## 人物
- 通訳・翻訳家としては絵本や教科書、ゲームのシナリオ、ニュース、ウェブページなどの翻訳をしたり、同時通訳をしている[3]。
- 虫好きを公言している[4]。
- 労務では、メンタルの健康が重要だったケースも多いと述べている[5]。

## 著作

### 共著
- （大下良仁、北川展子（著））『あらましとQ&Aでわかるハラスメント対策』（金融財政事情研究会、2019年9月）